# Zemrane Charqia
Zemrane Charqia  (in arabo زمران الشرقية‎?) è un centro abitato e comune rurale del Marocco situato nella provincia di El Kelâat Es-Sraghna, regione di Marrakech-Safi. Conta una popolazione di 29 087 abitanti (censimento 2014).